# Metopoceras ioptera
Metopoceras ioptera là một loài bướm đêm trong họ Noctuidae.